# Washington Beltrán Mullin
Washington Beltrán Mullin (Montevideo, 6 d'abril de 1914 - ibídem, 19 de febrer de 2003) va ser un polític, advocat i periodista uruguaià. Va ser president constitucional del Consell Nacional de Govern entre el 7 de febrer de 1965 i l'1 de març de 1966.

## Biografia
Era fill primogènit del polític Washington Beltrán Barbat, mort en un duel amb José Batlle y Ordóñez. Va iniciar la seva carrera pública a l'ésser electe diputat el 1943 pel Partit Nacional Independent, sent reelegit el 1950 i 1954.
Posteriorment, va fundar el grup Reconstrucción Blanca (llista 400), arran d'aquest fet va renunciar a la seva banca, el 1954, junt amb el seu germà Enrique perquè s'havien incorporat a aquest nou grup i havien estat elegits pel nacionalisme independent. El 1958 va contribuir a forjar la Unió Blanca Democràtica (UBD) amb llistes que sortien de l'"herrerisme".
Va ser Senador el 1958, va integrar la unió d'herreristas dissidents, i l'UBD, que va guanyar les eleccions.
Des de 1961 es va dedicar a codirigir el diari El País, un dels diaris de major tiratge de l'Uruguai i del qual el seu pare havia estat cofundador.
En les eleccions de 1962 va ser elegit conseller nacional de govern. Presidint el Consell Nacional de Govern entre 1965 i 1966.
Va finalitzar la seva vida política com a Senador el 1966 i 1971, per retirar-se posteriorment després del cop d'Estat de 1973.
En un dels seus últims editorials al diari va convocar als blancs a votar per Jorge Batlle Ibáñez, en el marc de la segona volta de les eleccions de 1999, en les que la ciutadania havia d'elegir entre Batlle i Tabaré Vázquez.